# Illesheim
Illesheim is een gemeente in de Duitse deelstaat Beieren, en maakt deel uit van het Landkreis Neustadt an der Aisch-Bad Windsheim.
Illesheim telt 967 inwoners.
Aan de zuidkant van Illesheim ligt het militair vliegveld Flugplatz Illesheim. De Luftwaffe van de Wehrmacht gebruikte het in de Tweede Wereldoorlog. Na de oorlog kwam het onder controle van het Amerikaanse leger. Het vliegveld is nu de helicopterbasis Illesheim Army Airbase van de United States Army. De bijhorende kazerne heet Storck Barracks.

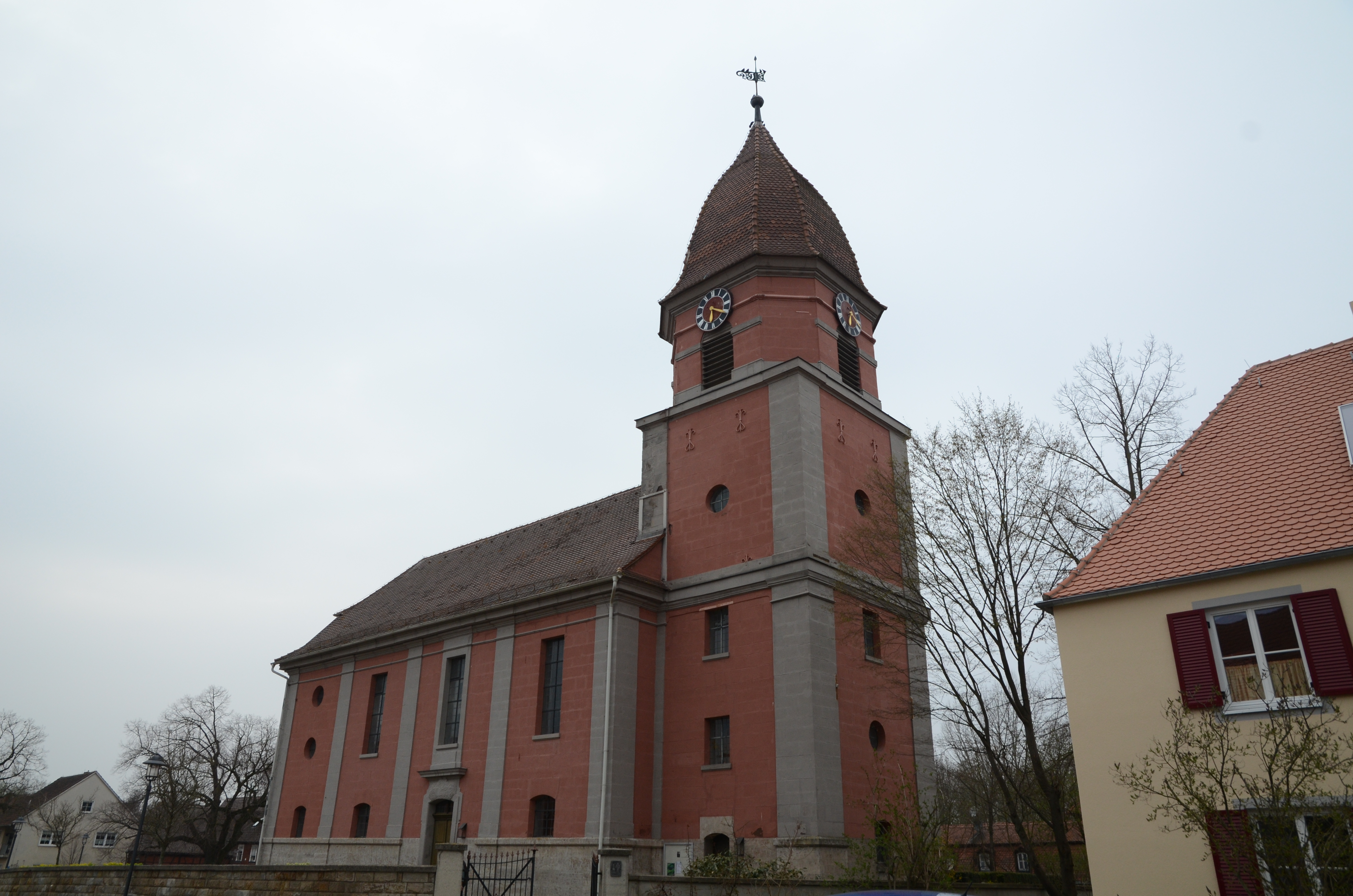
Kerk van St. Maria und Wendel

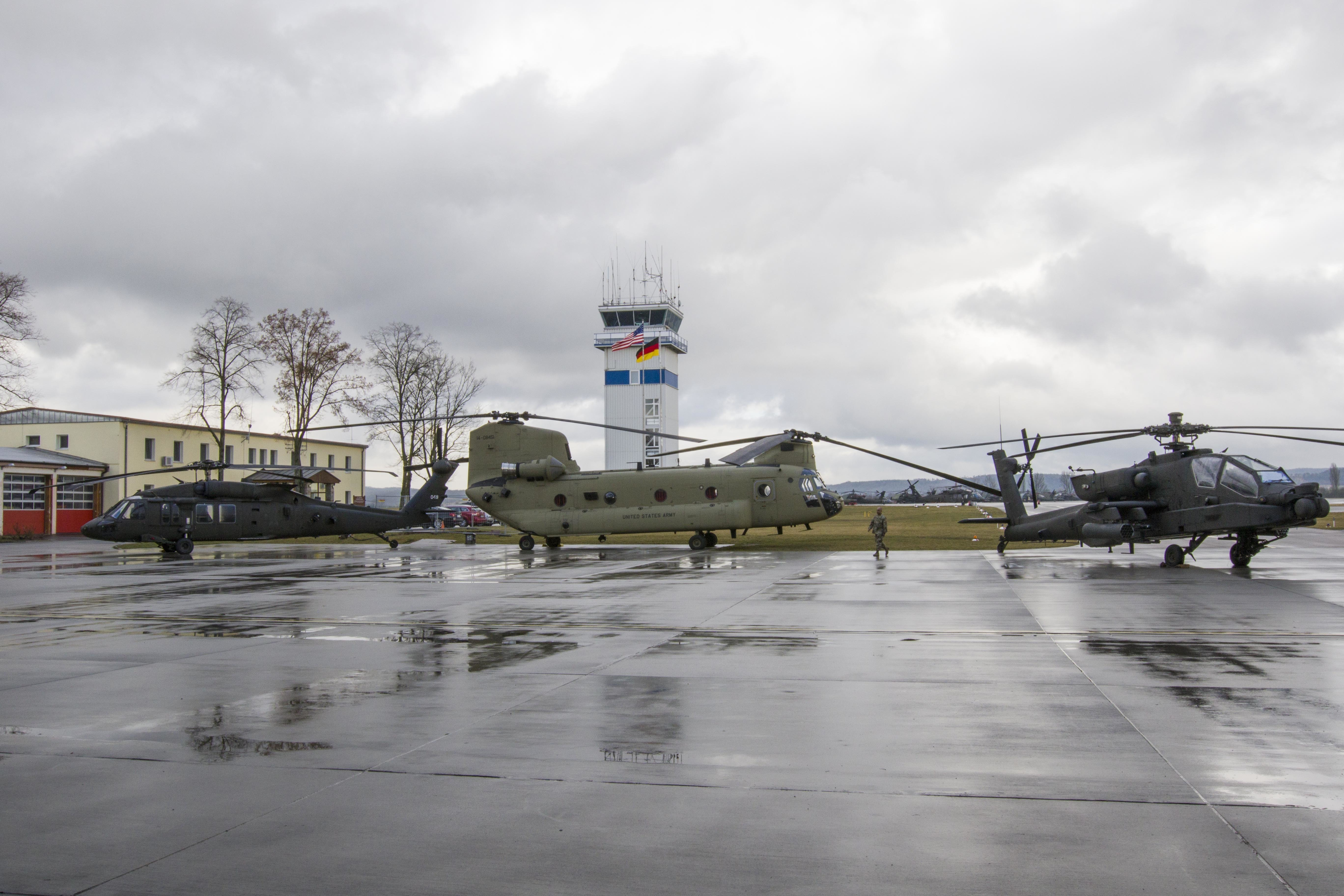
Helicopters van het Amerikaanse leger op de Illesheim Army Airbase

Bad Windsheim ·
Baudenbach ·
Burgbernheim ·
Burghaslach ·
Dachsbach ·
Diespeck ·
Dietersheim ·
Emskirchen ·
Ergersheim ·
Gallmersgarten ·
Gerhardshofen ·
Gollhofen ·
Gutenstetten ·
Hagenbüchach ·
Hemmersheim ·
Illesheim ·
Ippesheim ·
Ipsheim ·
Langenfeld ·
Marktbergel ·
Markt Bibart ·
Markt Erlbach ·
Markt Nordheim ·
Markt Taschendorf ·
Münchsteinach ·
Neuhof a.d.Zenn ·
Neustadt a.d.Aisch ·
Oberickelsheim ·
Obernzenn ·
Oberscheinfeld ·
Scheinfeld ·
Simmershofen ·
Sugenheim ·
Trautskirchen ·
Uehlfeld ·
Uffenheim ·
Weigenheim ·
Wilhelmsdorf